# Cavaly Association Sportive
El Cavaly Association Sportive és un club haitià de futbol de la ciutat de Léogâne. Va ser fundat el 1975.

## Palmarès
- Campionat Nacional: [7]
  - 2007 Cl